# Darius Rochebin

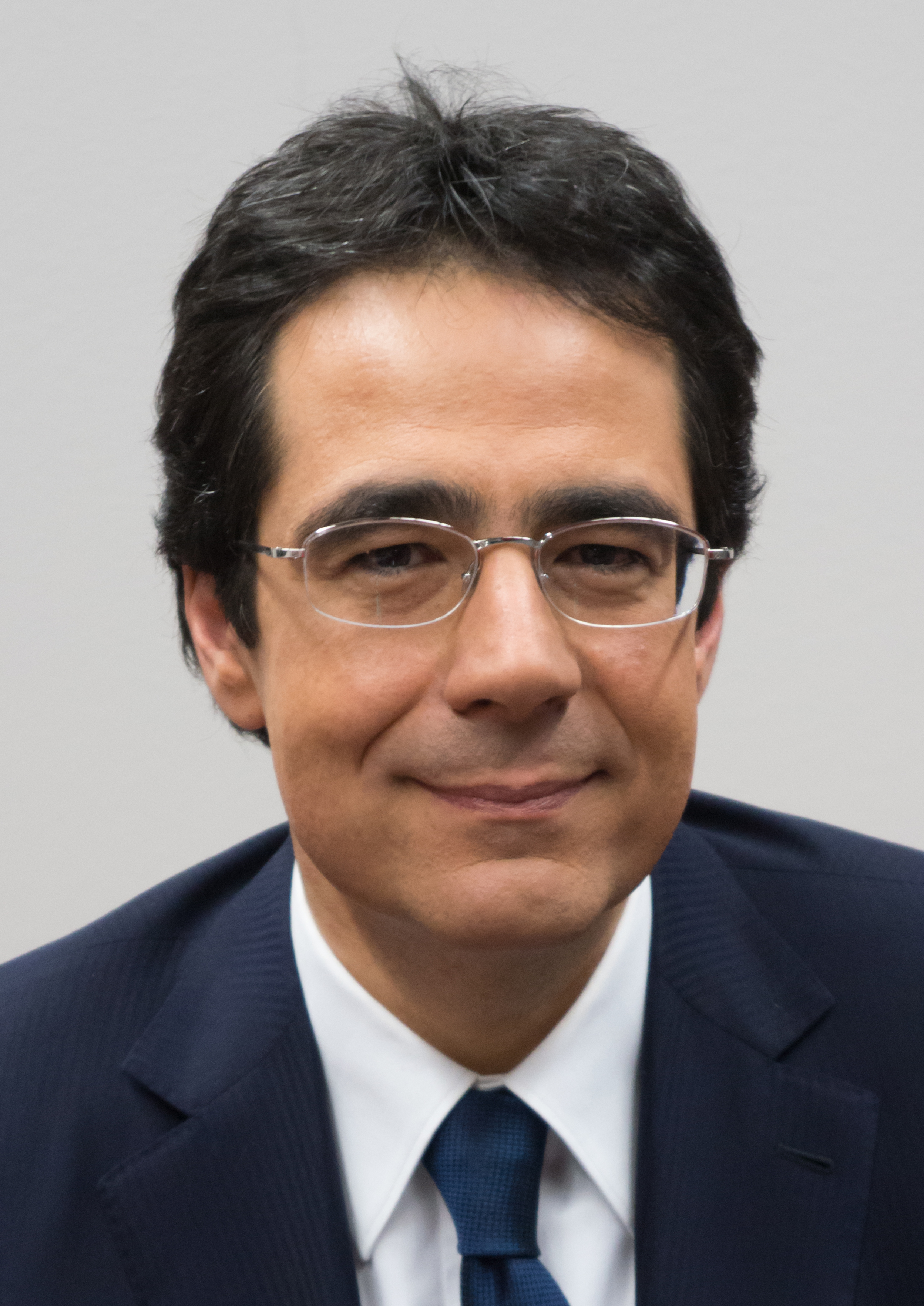
Darius Rochebin (2013)

Darius Rochebin (geboren als Darius Khoshbin, * 25. Dezember 1966 in Genf) ist ein Schweizer Journalist und Moderator. Von 1998 bis 2019 präsentierte er die Hauptnachrichtensendung des französischsprachigen öffentlich-rechtlichen Schweizer Fernsehens TSR bzw. RTS. Seit 2020 moderiert er seine eigene Sendung beim französischen Fernsehsender LCI, der zur Mediengruppe TF1 gehört.

## Leben und Wirken
Darius Khoshbin wurde am 25. Dezember 1966 in Genf geboren. Sein Vater (ca. 1917–1994) stammte aus dem Iran. Im Alter von 20 Jahren liess Darius Khoshbin seinen Familiennamen in Rochebin französisieren.
Darius Rochebin studierte Literaturwissenschaft an der Universität Genf. Ab 1987 war er als Zeitungsjournalist tätig. 1995 begann er, für die Fernsehanstalt Télévision Suisse Romande (TSR, ab 2010 Radio Télévision Suisse, RTS) zu arbeiten, wo er zunächst die Nachtausgaben der Nachrichten präsentierte.
Ab 1998 moderierte er als Anchorman die schweizweite Hauptnachrichtensendung der TSR, das um 19:30 Uhr beginnende und auf dem ersten und zweiten Programm ausgestrahlte Téléjournal bzw. später Le 19h30. Die Sendung wurde und wird auch auf dem internationalen französischen Fernsehsender TV5 Monde ausgestrahlt. Diese Tätigkeit übte er 21 Jahre lang bis August 2019 aus. Anschliessend moderierte er, abwechselnd mit seiner Kollegin Jennifer Covo, die Wochenendausgabe der Nachrichten. Seine bisherige Funktion als Moderator des 19h30 übernahm der Walliser Philippe Revaz.
Gleichzeitig zu seiner Tätigkeit als TSR-Nachrichtensprecher moderierte Rochebin die wöchentliche Sendung Pardonnez-Moi («Verzeihen Sie mir»), in der er jeweils einen prominenten Gast interviewte. Im Lauf seiner Fernsehkarriere interviewte er unter anderem Wladimir Putin, Jean d’Ormesson und Edward Snowden, ebenso Julian Assange, Greta Thunberg, Bill Gates, Roman Polanski, Emmanuel Macron und den Dalai Lama.
Im August 2020 verliess er RTS und nahm eine Stelle bei der französischen Mediengruppe TF1 an, um dort auf dem Fernsehsender LCI die täglich montags bis donnerstags von 20:00 bis 21:15 ausgestrahlte Sendung Le 20.00 de Darius Rochebin zu moderieren.
Ende Oktober 2020 veröffentlichte die Schweizer Zeitung Le Temps Vorwürfe sexueller Belästigung gegen Rochebin. Dieser wies die Anschuldigungen zurück und erstattete Strafanzeige wegen Verleumdung gegen die Zeitung. LCI beurlaubte ihn als Moderator. Die von SRG SSR initiierten Untersuchungen entlasteten Rochebin, wie die Mediengesellschaft Mitte April 2021 bekanntgab. LCI hob daraufhin die Beurlaubung von Rochebin auf, sodass er seine Sendung bei LCI wieder aufnehmen konnte.

## Ehrungen und Auszeichnungen
2011 zeichnete Frankreich Darius Rochebin durch Aufnahme als Ritter (Chevalier) in den Ordre des Arts et des Lettres aus.